# Encentrum acrodon
Encentrum acrodon är en hjuldjursart som beskrevs av Wulfert 1936. Encentrum acrodon ingår i släktet Encentrum och familjen Dicranophoridae. Inga underarter finns listade i Catalogue of Life.